# Powiat przemyślański (II Rzeczpospolita)
Powiat przemyślański – powiat województwa tarnopolskiego II Rzeczypospolitej. Jego siedzibą było miasto Przemyślany. 1 sierpnia 1934 r. dokonano nowego podziału powiatu na gminy wiejskie.

## Gminy wiejskie w 1934 r.
- gmina Dobrzanica
- gmina Dunajów
- gmina Gliniany
- gmina Janczyn
- gmina Kurowice
- gmina Pohorylce
- gmina Przemyślany
- gmina Swirz
- gmina Zadwórze

## Miasta
- Gliniany
- Przemyślany

## Starostowie
- Stanisław Marynowski (kierownik od 1925 starosta)[2]
- Grodowski (-I.1937)[3]
- Franciszek Mikrowicz (-1939)[4]